# لاتا (كارولاينا الجنوبية)
لاتا (بالإنجليزية: Latta, South Carolina)‏ هي بلدة أمريكية تقع في الولايات المتحدة في مقاطعة ديلون. يقدر عدد سكانها بـ 1,410 نسمة ومساحتها 2.7 كم2 وترتفع عن سطح البحر 32 متر.

## التركيبة السكانية
حدّد مكتب تعداد الولايات المتحدة بيانات التركيبة السكانية للاتا في تعداد الولايات المتحدة. في ما يلي، التركيبة السكانية حسب تعدادي 2000 و2010.

### تعداد عام 2000
بلغ عدد سكان لاتا 1,410 نسمة بحسب تعداد عام 2000، وبلغ عدد الأسر 580 أسرة وعدد العائلات 399 عائلة مقيمة في البلدة. في حين سجلت الكثافة السكانية 496.5 نسمة لكل كيلومتر مربع (1,285.9/ميل2). وبلغ عدد الوحدات السكنية 665 وحدة بمتوسط كثافة قدره 234.2 لكل كيلومتر مربع (606.6/ميل2).
وتوزع التركيب العرقي للبلدة بنسبة 57.94% من البيض و40.50% من الأمريكيين الأفارقة و0.71% من الأمريكيين الأصليين و0.07% من الأعراق الأخرى و0.78% من عرقين مختلطين أو أكثر و0.64% من الهسبانيون أو اللاتينيون من أي عرق.
بلغ عدد الأسر 580 أسرة كانت نسبة 33.1% منها لديها أطفال تحت سن الثامنة عشر تعيش معهم، وبلغت نسبة الأزواج القاطنين مع بعضهم البعض 43.6% من أصل المجموع الكلي للأسر، ونسبة 21.4% من الأسر كان لديها معيلات من الإناث دون وجود شريك،  بينما كانت نسبة 3.8% من الأسر لديها معيلون من الذكور دون وجود شريكة وكانت نسبة 31.2% من غير العائلات. تألفت نسبة 29.7% من أصل جميع الأسر من عدة أفراد يعيشون في نفس المنزل ونسبة 15.7% كانت تتألف من شخص يعيش بمفرده يبلغ من العمر 65 عاماً أو أكثر. وبلغ متوسط حجم الأسرة المعيشية 2.43، أما متوسط حجم العائلات فبلغ 3.01.
بلغ العمر الوسطي للسكان 40.9 عاماً. وكانت نسبة 24% من القاطنين تحت سن الثامنة عشر، وكانت نسبة 8.9% بين الثامنة عشر والرابعة والعشرين عاماً، ونسبة 23.8% كانت واقعةً في الفئة العمرية ما بين الخامسة والعشرين والرابعة والأربعين عاماً، ونسبة 25.2% كانت ما بين الخامسة والأربعين والرابعة والستين، ونسبة 18.2% كانت ضمن فئة الخامسة والستين عاماً فما فوق. يوجد لكل 100 أنثى 74.7 ذكر، ويوجد لكل 100 أنثى في الثامنة عشر من عمرها فما فوق 68.3 ذكر.
بلغ متوسط دخل الأسرة في البلدة 25,833 دولارًا، أما متوسط دخل العائلة فبلغ 36,406 دولارًا. وكان متوسط دخل الذكور 30,714 دولارًا مقابل 19,583 دولارًا للإناث. وسجل دخل الفرد الخاص بالبلدة 17,451 دولارًا. وكانت نسبة 16.5% من العائلات ونسبة 21.2% من السكان تحت خط الفقر، وكان من هؤلاء نسبة 24.9% تحت سن الثامنة عشر ونسبة 31.4% في الخامسة والستين من العمر وما فوق.

### تعداد عام 2010
بلغ عدد سكان لاتا 1,379 نسمة بحسب تعداد عام 2010، وبلغ عدد الأسر 560 أسرة وعدد العائلات 372 عائلة مقيمة في البلدة. في حين سجلت الكثافة السكانية 485.6 نسمة لكل كيلومتر مربع (1,257.7/ميل2). وبلغ عدد الوحدات السكنية 648 وحدة بمتوسط كثافة قدره 228.2 لكل كيلومتر مربع (591.0/ميل2).
وتوزع التركيب العرقي للبلدة بنسبة 59.25% من البيض و38.43% من الأمريكيين الأفارقة و0.36% من الأمريكيين الأصليين و0.07% من الأمريكيين ذوي الأصول الآسيوية و0.36% من الأعراق الأخرى و1.52% من عرقين مختلطين أو أكثر و1.23% من الهسبانيون أو اللاتينيون من أي عرق.
بلغ عدد الأسر 560 أسرة كانت نسبة 29.3% منها لديها أطفال تحت سن الثامنة عشر تعيش معهم، وبلغت نسبة الأزواج القاطنين مع بعضهم البعض 42.3% من أصل المجموع الكلي للأسر، ونسبة 20.2% من الأسر كان لديها معيلات من الإناث دون وجود شريك،  بينما كانت نسبة 3.9% من الأسر لديها معيلون من الذكور دون وجود شريكة وكانت نسبة 33.6% من غير العائلات. تألفت نسبة 30.7% من أصل جميع الأسر من عدة أفراد يعيشون في نفس المنزل ونسبة 15% كانت تتألف من شخص يعيش بمفرده يبلغ من العمر 65 عاماً أو أكثر. وبلغ متوسط حجم الأسرة المعيشية 2.46، أما متوسط حجم العائلات فبلغ 3.11.
بلغ العمر الوسطي للسكان 41.0 عاماً. وكانت نسبة 23.6% من القاطنين تحت سن الثامنة عشر، وكانت نسبة 6.4% بين الثامنة عشر والرابعة والعشرين عاماً، ونسبة 24.1% كانت واقعةً في الفئة العمرية ما بين الخامسة والعشرين والرابعة والأربعين عاماً، ونسبة 28.4% كانت ما بين الخامسة والأربعين والرابعة والستين، ونسبة 17.4% كانت ضمن فئة الخامسة والستين عاماً فما فوق. وتوزع التركيب الجنسي للسكان بنسبة 45% ذكور و55% إناث.

## أعلام
- كاثرين فروست
- كارليسلي فلويد
- تشاك جاكسون